# Ямайка на літніх Олімпійських іграх 1996
Ямайка на літніх Олімпійських іграх 1996 в Атланті (США) була представлена 46-ма спортсменами (27 чоловіків та 19 жінок) у 29 дисциплінах 5 видів спорту, які вибороли чотири олімпійських медалі.
Наймолодшим учасником змагань став легкоатлет Елстон Ковлі (20 років 38 днів), найстарішим — легкоатлетка Мерлін Отті (36 років 85 днів).

## Золото
1. Деон Геммінгс — легка атлетика, 400 метрів з бар'єрами, жінки.

## Срібло
1. Мерлін Отті — легка атлетика, 100 метрів, жінки.
2. Мерлін Отті — легка атлетика, 200 метрів, жінки.
3. Джеймс Бекфорд — легка атлетика, стрибки у довжину, чоловіки.

## Бронза
1. Мерлін Отті, Джульєт Катберт, Мішель Фрімен, Ніколь Мітчел, Джилліан Рассел, Андріа Ллойд — легка атлетика, естафета 4×100 метрів, жінки.
2. Майкл Макдональд, Давіан Кларк, Ґреґ Готон, Роксберт Мартін, Денніс Блейк, Ґарт Робінсон — легка атлетика, естафета 4×400 метрів, чоловіки.